# Station Stramnica
Station Stramnica is een spoorwegstation in de Poolse plaats Stramnica.